# Vlad Dragomir
Vlad Mihai Dragomir (n. 24 aprilie 1999, Timișoara, România) este un fotbalist român, care joacă pe post de mijlocaș la Pafos în Prima Divizie Cipriotă. Pe plan internațional, are prezențe la națională pentru România Sub-21, România Sub-19, România Sub-17 și România.

## Carieră
Dragomir a debutat la seniori la ACS Poli Timișoara pe 30 august 2014, la vârsta de 15 ani, intrând în locul lui Alexandru Lazăr, în minutul 83, într-un meci de Liga a II-a cu CS Mioveni. El a fost cumpărat de echipa engleza Arsenal pentru o sumă de transfer nedezvăluită în iunie 2015. În septembrie 2016, The Guardian îl include pe o listă cu cele mai bune 60 de tinere talente născute în 1999. În august 2018, Dragomir a anunțat că va semna cu echipa de Serie B Perugia după expirarea contractului cu Arsenal.

## Stilul de joc
Dragomir poate fi folosit ca mijlocaș ovensiv sau ca extremă și este cunoscut pentru viziunea și agilitatea lui. Arsène Wenger a comparat stilul său de joc cu cel al lui Jack Wilshere.

## Legături externe
- Vlad Dragomir la romaniansoccer.ro
- Vlad Dragomir – pe site-ul UEFA